# Plangon från Miletos
Plangon från Miletos, levde på 300-talet f.Kr., var en grekisk hetär. 
Hon är även känd som Pasiphila eller Pasiphile. Hon var verksam i både Miletos och Aten. Hennes biografi skildrades av Anaxilas och Athenaios, och hon förekom inom fiktionen i verk av Euboulos, Chariton, Alciphron och Asclepiades. Hon var fortfarande vid liv under Timocles verksamhetstid. 